# Pine (Oregon)
Pine az Amerikai Egyesült Államok északnyugati részén, Oregon állam Baker megyéjében, az Oregon Route 86 mentén elhelyezkedő önkormányzat nélküli település.